# Lluïsa Carolina de Hessen-Kassel
Lluïsa Carolina de Hessen-Kassel   (Castell de Gottorf, 28 de setembre de 1789 - Ballenstedt, 13 de març de 1867) va ser la dona del duc Frederic Guillem d'Schleswig-Holstein-Sondenburg-Glücksburg i matriarca de la Casa de Schleswig-Holstein-Sonderburg-Glücksburg que finalment es convertiria en la dinastia dels regnes de Dinamarca, Grècia, i Regne Unit.

## Biografia
Lluïsa Carolina era fill de Carles de Hessen-Kassel (19 de desembre de 1744 - 17 d'agost de 1836) i la seva dona la princesa Lluïsa de Dinamarca i Noruega (30 de gener de 1750 – 12 de gener de 1831). La seva germana gran Maria Sofia Frederica de Hessen-Kassel (28 d'octubre de 1767- 21 de març de 1852) es va convertir en Reina consort de Frederic VI de Dinamarca.

## Matrimoni i fills
Frederic Guillem i Lluïsa Carolina van tenir deu fills:
- Lluïsa Maria Frederica de Schleswig-Holstein-Sonderburg-Glücksburg (23 d'octubre de 1810 - 11 de maig de 1869).
- Frederica de Schleswig-Holstein-Sonderburg-Glücksburg (9 d'octubre de 1811 - 10 de juliol de 1902).
- Carles, duc de Schleswig-Holstein-Sonderburg-Glücksburg (30 de setembre de 1813 - 24 d'octubre de 1878).
- Frederic, duc de Schleswig-Holstein-Sonderburg-Glücksburg (23 d'octubre de 1814 - 27 de novembre de 1885).
- Guillem de Schleswig-Holstein-Sonderburg-Glücksburg (10 d'abril de 1816 - 5 de setembre de 1893).
- Cristià IX de Dinamarca (8 d'abril de 1818 - 29 de gener de 1906).
- Lluïsa, Abadessa d'Itzehoe (18 de novembre de 1820 - 30 de novembre de 1894).
- Juli de Schleswig-Holstein-Sonderburg-Glücksburg (14 d'octubre de 1824 - 1 de juny de 1903).
- Joan de Schleswig-Holstein-Sonderburg-Glücksburg (5 de desembre de 1825 - 27 de maig de 1911).
- Nicolau de Schleswig-Holstein-Sonderburg-Glücksburg (22 de desembre de 1828 - 18 d'agost de 1849) casat amb Liliana, duquessa d'Orleans.

El fill de Lluïsa Carolina Cristià IX de Dinamarca va succeir el seu cosí sense fills Frederic VII de Dinamarca el 15 de novembre de 1863, havent mort poc abans el príncep hereu Ferran.
Entre els seus nets cal destacar rei Frederic VIII de Dinamarca, reina Alexandra del Regne Unit, L'emperadriu Maria de Rússia, Rei Jordi I de Grècia i Thyra de Dinamarca.